# Lê Thị Thanh Nhàn
Lê Thị Thanh Nhàn (sinh 23 tháng 3 năm 1970) là Vụ Trưởng Vụ tổ chức cán bộ - Bộ Giáo dục và Đào tạo, nguyên Hiệu trưởng Trường Đại học Khoa học thuộc ĐH Thái Nguyên, nữ giáo sư toán học thứ hai được phong ở Việt Nam. Bà nghiên cứu chủ yếu về Đại số giao hoán và Hình học đại số

## Học vấn
Lê Thị Thanh Nhàn sinh ra ở Thừa Thiên Huế nhưng lớn lên ở tỉnh Thái Nguyên, là con thứ một gia đình nghèo năm con, mẹ là một giáo viên, cha là một quân nhân chết khi bà còn nhỏ. Với dự tính cũng trở thành một giáo viên, bà học khoa toán đại học Việt Bắc, Thái Nguyên từ 1986 đến 1990, lấy bằng cử nhân toán ở đó và được trường nhận làm giảng viên toán. Từ năm 1993 bà tót nghiệp thạc sĩ năm 1995 và tiến sĩ toán tại Viện Toán học Hà Nội 2001.

## Sự nghiệp
Năm 2005, bà được phong làm phó giáo sư, trở thành nữ toán học trẻ nhất ở Việt Nam với công hàm đó. Bà cũng là thành viên trẻ của Trung tâm vật lý lý thuyết quốc tế Ý từ 2002 tới 2007, và là thành viên thực thụ từ 2009 tới 2014. Năm 2009 bà được bổ nhiệm làm Phó hiệu trưởng Trường Đại học Khoa học thuộc ĐH Thái Nguyên.
Năm 2011, bà là một trong 2 người đã đoạt được giải Kovalevskaya, một giải thưởng hàng năm để vinh danh các phụ nữ trong các ngành khoa học ở Việt Nam. Giải thưởng này được đặt tên theo nữ toán học người Nga Sofia Kovalevskaya và được lập ra năm 1985 bởi nhà toán học Neal Koblitz và vợ là Ann Hibner Koblitz, dựa trên những lợi tức kiếm được từ cuốn sách của Ann Koblitz viết về tiểu sử của Kovalevskaya.
Năm 2015, bà được phong hàm giáo sư, trở thành nữ giáo sư toán học thứ hai được phong ở Việt Nam sau Hoàng Xuân Sính.
5/2015-2020. Bí thư Đảng ủy, Trường Đại học Khoa học-Đại học Thái Nguyên
6/2016-2021. Hiệu trưởng Trường Đại học Khoa học-Đại học Thái Nguyên.
2019: Vụ trưởng Vụ Tổ chức cán bộ - Bộ Giáo dục và Đào tạo (Việt Nam).

## Xuất bản

### Sách
- Lê Thị Thanh Nhàn, Vũ Mạnh Xuân, 2007, Giáo trình Lý thuyết nhóm, Nhà xuất bản ĐHQGHN

### Báo
(xem thêm tại Nhan, Le Thanh, scopus)
- Trần Nguyên An, Lê Thị Thanh Nhàn, Lưu Phương Thảo, Non Cohen–Macaulay locus of canonical modules, Journal of Algebra, vol. 525 (2019), 435-453
- Nguyễn Tự Cường, Lê Thị Thanh Nhàn, Nguyễn Thị Kiều Nga, On pseudo supports and non-Cohen–Macaulay locus of finitely generated modules,  Journal of Algebra, vol. 323 issue 10 (2010), 3029-3038